# Paul Wight
Paul Donald Wight II  (sinh ngày 8 tháng 2 năm 1972), được biết đến dưới tên Big Show, là cựu đô vật chuyên nghiệp người Mỹ, từng thi đấu tại WWE. Wight được nhiều người biết đến qua sự nghiệp đấu vật ở World Championship Wrestling và World Wrestling Entertainment.

## Trong đấu vật
- Biệt danh:
  - "The Giant"
- Đòn đánh:
  - Chokeslam (Đòn kết liễu)
  - Cobra clutch backbreaker
  - Colossal clutch
  - Right-handed KO punch (Đòn kết liễu)
  - Abdominal Stretch
  - Bearhug
  - Big boot
  - Sidewalk slam
  - Palm Slap
  - Superkick
  - Alley Oop
  - Corner Splash
  - Spinning Headlock Elbow Drop
  - Top Rope Elbow Drop
  - Spear
  - Ko Punch/WMD (Đòn kết liễu)

## Các chức vô địch và danh hiệu
- Pro Wrestling Illustrated

- PWI xếp hạng thứ 2 trong số những tay đẳng cấp và Vip nhất PWI Years năm 1996.
- PWI giải thưởng dành cho tân binh (1996)
- PWI giải thưởng cho tay đô vật trong năm (1996)

- World Championship Wrestling

- WCW World Heavyweight Championship (2 lần)
- WCW World Tag Team Championship (3 lần) - với Lex Luger (1), Sting (1), và Scott Hall (1)
- World War 3(1996)
- King of Cable (1996)

- World Wrestling Federation/Entertainment

- ECW World Heavyweight Championship (1 lần)
- World Heavyweight Championship (2 lần)
- WWE Intercontinental Championship (1 lần)
- WWE United States Championship (1 lần)
- WWF/E Hardcore Championship (3 lần)
- World Tag Team Championship (8 lần) – với Undertaker (2), Kane (1), Chris Jericho (1) và Miz (1)
- Andre the Giant Memorial Trophy (2015)
- WWF/E Championship (2 lần)
- WWE Tag Team Championship (3 lần) - với Chris Jericho (1), Miz (1) và Kane (1)
- Bragging Rights Trophy 2010 - như là thành viên của Đội SmackDown (với Rey Mysterio, Alberto Del Rio, Jack Swagger, Edge, Tyler Reks và Kofi Kingston)
- 24th Triple Crown Champion
- 12th Grand Slam Champion
- Slammy Awards (5 lần)
  - Đồng đội của năm (2009) - với Chris Jericho
  - Lung lay của năm (2011) - với Mark Henry
  - Sự phản bội của năm (2012) - Hạ gục John Cena tại Over the Limit
  - Khoảnh khắc của năm (2013) - Hạ gục Triple H tại Raw
  - Trận đấu của năm (2014) - Đội Cena vs Nhóm Quyền lực tại Survivor Series

## Những phim từng đóng
- Jingle All the Way (1996) vai "Huge Santa"
- McCinsey's Island (1998) vai "Little Snow Flake"
- The Waterboy (1998) vai "Captain Insano"
- Little Hercules in 3-D (2006) vai "Marduk"
- Vendetta (2015) Vai "Victor Abbott"